# Can Gol de la Torre
Can Gol de la Torre és una masia de Sant Antoni de Vilamajor (Vallès Oriental) inclosa a l'Inventari del Patrimoni Arquitectònic de Catalunya. Ha estat recentment restaurada.

## Descripció
L'edifici té estructura de masia catalana amb teulada a dues vessants i planta basilical asimètrica. A la façana destaquen la porta, amb onze dovelles, dues finestres goticitzants i dos escuts, l'un sobre la clau, partit en pal amb una guatlla agafant un cap pels cabells a cada compartiment. L'altre està a la llinda d'una finestra, a la mateixa vertical que la porta, descentrada amb relació al carener, aquest escut té dos pals. Sota el ràfec del carener hi ha un relleu de Crist Crucificat. I a la façana oposada a la porta hi ha un rellotge de sol. Posteriorment se li adossà una galeria.

## Història
La família Gol, o Gual, està bastant estesa per Sant Antoni i per Sant Pere de Vilamajor. L'actual masia es pot datar entre els segles XV-VI, basant-se en les finestres. Hi ha la possibilitat, però, que les seves primeres estructures fossin més antigues si, com hom creu, l'especificació "de la Torre" que la diferencià d'altres Can Gol, fes referència a la seguretat que donava la seva presència al camí de Cardedeu, de coneguda importància amb anterioritat al segle xv.